# New Site
 New Site, Alabama és una població dels Estats Units a l'estat d'Alabama. Segons el cens del 2000 tenia 848 habitants.

## Demografia
Segons el cens del 2000, New Site tenia 848 habitants, 339 habitatges, i 240 famílies. La densitat de població era de 33,5 habitants/km².
Dels 339 habitatges en un 30,7% hi vivien nens de menys de 18 anys, en un 52,8% hi vivien parelles casades, en un 14,7% dones solteres, i en un 29,2% no eren unitats familiars. En el 26% dels habitatges hi vivien persones soles el 15,6% de les quals corresponia a persones de 65 anys o més que vivien soles. El nombre mitjà de persones vivint en cada habitatge era de 2,5 i el nombre mitjà de persones que vivien en cada família era de 3.
Per edats la població es repartia de la següent manera: un 22,5% tenia menys de 18 anys, un 8,4% entre 18 i 24, un 30,2% entre 25 i 44, un 23,3% de 45 a 60 i un 15,6% 65 anys o més.
L'edat mediana era de 39 anys. Per cada 100 dones hi havia 90,1 homes. Per cada 100 dones de 18 o més anys hi havia 86,1 homes.
La renda mediana per habitatge era de 29.167 dòlars i la renda mediana per família de 37.396 dòlars. Els homes tenien una renda mediana de 25.977 dòlars mentre que les dones 20.109 dòlars. La renda per capita de la població era de 14.113 dòlars. Aproximadament el 13,3% de les famílies i el 17,6% de la població estaven per sota del llindar de pobresa.

## Poblacions properes
El següent diagrama mostra les poblacions més properes.